# أسوار تدمر

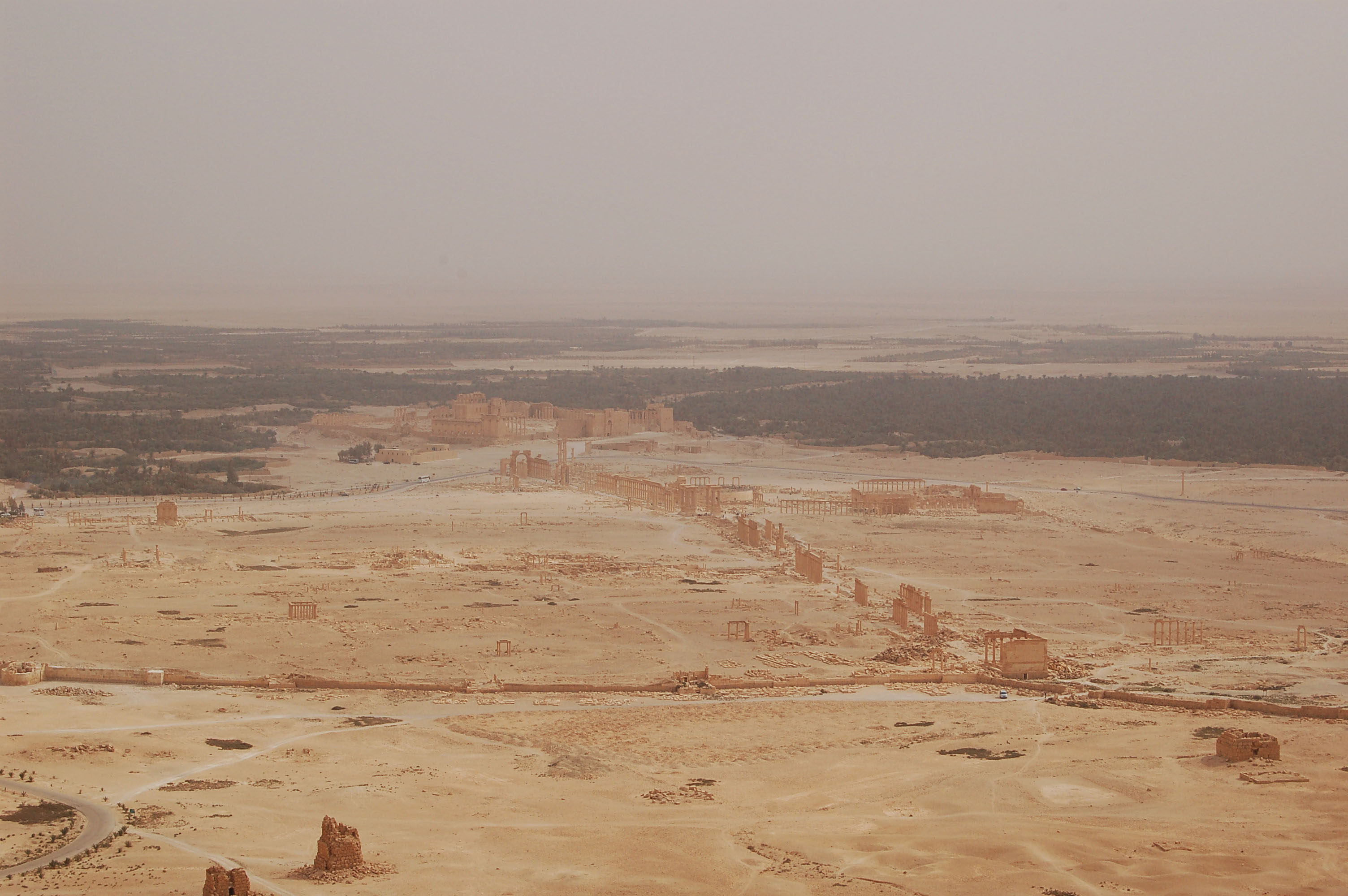
مشهد لآثار تدمر وأسوارها من قلعة فخر الدين المعني.

أسوار تدمر هي سلسلة من التحصينات الوقائية التي توفر حاجزًا جمركيًا وكذلك حماية تدمر من الغزاة والبدو. يمكن فصل عملية تطوير الأسوار إلى ثلاث مراحل؛ التواريخ الأولى إلى القرن الأول الميلادي، ثم الثانية تعود في عهد الإمبراطور الروماني أوريليان في القرن الثالث، فالثالثة والتي كانت لتحسين أسوار أوريليان بتكليف من الإمبراطور ديوكلتيانوس في القرن الرابع. لم تكن أسوار ما قبل أوريليان تطوق المدينة بأكملها ولم تكن مصممة لحمايتها من الفتح، ولكنها توفر الحماية من اللصوص. وفرت أسوار أوريليان وديوكلتيانوس، مع أنها تحيط بمنطقة أصغر، درجة أعلى من الحماية لأنها تحاصر المدينة بإحكام.

## التاريخ

### أسوار القرن الأول
شيدت هذه الأسوار في القرن الأول الميلادي، لكنها لم تشكل دائرة حول تدمر. لم تشمل الأبراج الواقية، ولم تحاصر المناطق السكنية فحسب، بل أيضًا حدائق الواحات التي سمحت لتدمر بالوجود. لم يتم تحصين العديد من المناطق التي وفرت فيها التكوينات الطبيعية الحماية؛ على سبيل المثال، لم تتم حماية الجانب الغربي من المدينة، المحمي بشكل طبيعي بواسطة سفوح جبال تدمر، من قبل تلك الأسوار. لقد زودت هذه التحصينات المبكرة المدينة وحديقتها بالحماية من رمال الصحراء السورية، وأبقت اللصوص البدو بالخارج، ومكنت المدينة من السيطرة على الأنشطة التجارية.

### أسوار أوريليان

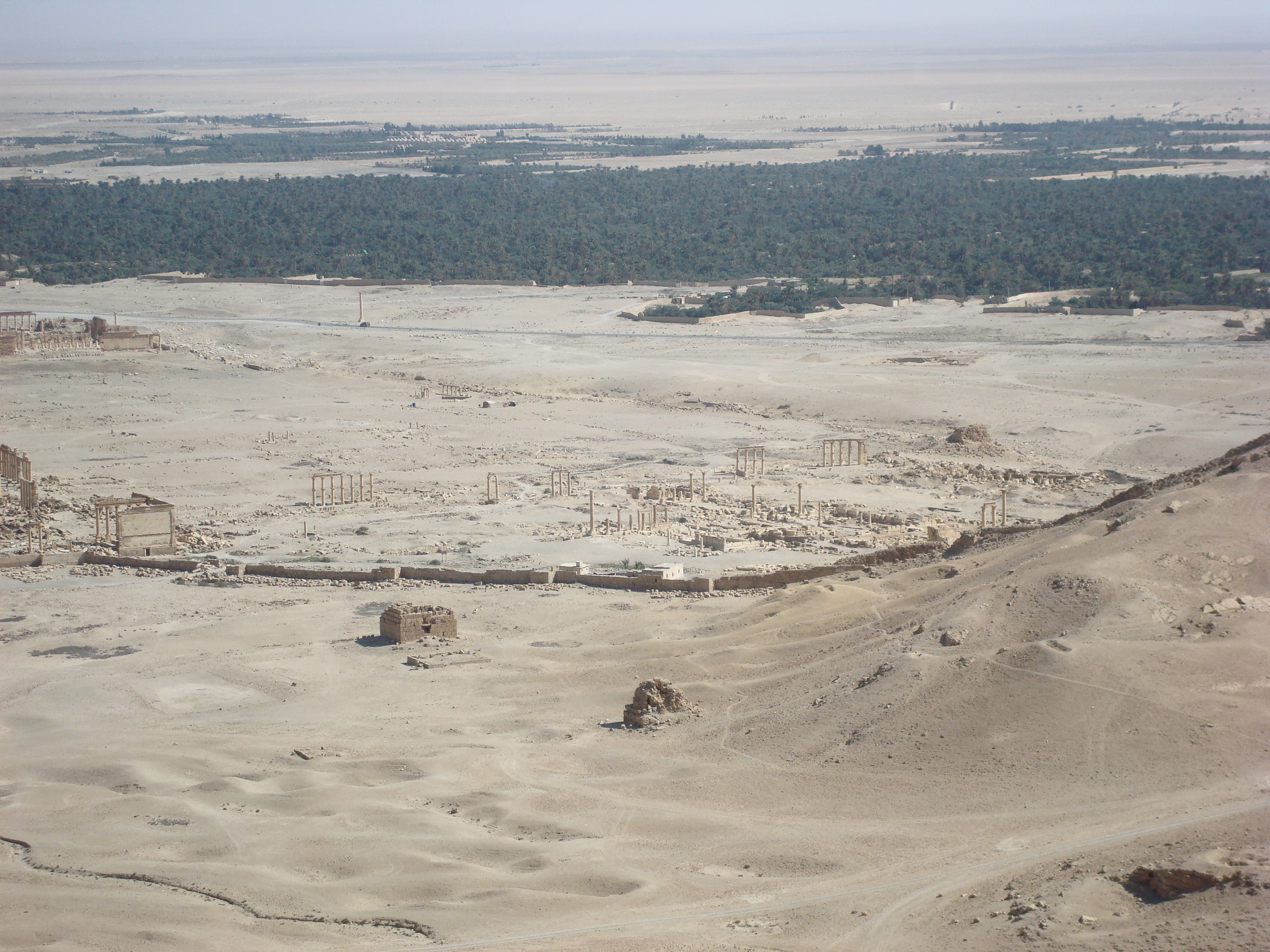
نظرة عامة على جدار أوريليان، والذي يدعى كذلك بجدار ديوكلتيانوس

تم حفظها بشكل جيد، فالأسوار المعروفة باسم أسوار ديوكلتيانوس والتي تنسب إلى عهده، بنيت على الأرجح من قبل الإمبراطور أوريليان بعد ضمه للمدينة في عام 273. فكرة أن ديوكلتيانوس بنى تلك الأسوار تنبع من حقيقة أن حاكمه سوسيانوس هيروكليس دشن قلعة الحصن الروماني في تدمر. ومع ذلك، تشير الدلائل الأثرية والكتابية إلى أن أوريليان كان متمركزًا في فيلق إيليريكوروم الأول في المدينة، ومن غير المعقول أن الإمبراطور غادر المدينة دون حماية. أسوار مباني سوسيانوس هيروكليس مرتبطة بوضوح بأسوار المدينة ولم تكن جزءً أصليًا منها؛ وبالتالي، فإن الأسوار التقليدية المسماة «أسوار ديوكلتيانوس» تعود إلى عصر سابق من عهد الإمبراطور. تركت أسوار أوريليان الأجزاء الجنوبية من المدينة خارج حدودها. كما طوقت المنطقة التي كان من المفترض أن تحميها وتضمنت أبراجًا مربعة.

### تحسينات ديوكلتيانوس
يمكن أن تعزى الأبراج على شكل U، من مواد مختلفة وتقنيات البناء، إلى عهد ديوكلتيانوس. وفي وقت سابق من القرن العشرين نسب المؤرخين، مثل هنري سيريج ودينيس فان بيرشيم، هذه الأبراج إلى عهد الإمبراطور جستنيان في القرن السادس، استنادًا إلى كتابات المؤرخ بروكوبيوس القيسراني، الذي ذكر أن جستنيان عزز دفاعات المدينة. ومع ذلك، فإن غالبية الأبراج الأخرى على شكل حرف U في المنطقة يعود تاريخها إلى القرن الرابع. يشير التحليل المقارن لأبراج تدمر التي على شكل حرف U والهياكل المماثلة من المنطقة والتي يرجع تاريخها إلى القرن الرابع بقوة إلى أن تلك الدفاعات هي عمل ديوكلتيانوس وليس جستنيان. بيان بروكوبيوس قد يكون مبالغة. هذا لا يعني أن جستنيان لم يستعيد أسوار المدينة، لكنه لا يشير إلى بناء أسوار جديدة.

### اقتباسات
1. 1 2 3 4 5 6 7  Juchniewicz 2013.
2. 1 2  Southern 2008.
3. ↑  Juchniewicz, Asʿad & al Hariri 2010.